# Otłoczyn
Otłoczyn is een plaats in het Poolse district  Aleksandrowski, woiwodschap Koejavië-Pommeren. De plaats maakt deel uit van de gemeente Aleksandrów Kujawski en telt 577 inwoners.

## Verkeer en vervoer
- Station Otłoczyn